# MS-1 (szybowiec)
MS-1 – polski szybowiec amatorski z okresu międzywojennego.

## Historia
Mieczysław Siegel zbudował w 1923 amatorski szybowiec, który nazwał MS-1. Była to konstrukcja bezpodwoziowa, start odbywał się z użyciem nóg pilota. Sam pilot był przymocowany do konstrukcji pasami, w trakcie lotu wciągał nogi do kadłuba i opierał je na orczyku. Lądowanie mogło odbywać się na płozach lub nogach pilota. Szybowiec charakteryzował się lekką konstrukcją i niewielkimi rozmiarami co ułatwiało jego transport, montaż i loty.
Konstruktor wykonał na nim wiele krótkich skoków, w trakcie których ulegał licznym uszkodzeniom. Większość uszkodzeń wynikała z umieszczenia statecznika pionowego pod kadłubem w charakterze płozy ogonowej. Konstruktor nie zdecydował się na przebudowę szybowca, zebrane doświadczenia wykorzystał przy budowie kolejnych konstrukcji.

## Konstrukcja
Jednomiejscowy szybowiec amatorski konstrukcji drewnianej w układzie górnopłatu.
Kadłub o przekroju prostokątnym, czteropodłużnicowy, kryty kartonem. Pilot zajmował miejsce w otwartej kabinie, dysponował drążkiem sterowym i orczykiem.
Płat o obrysie prostokątnym zwężony przy końcach, dwudźwigarowy, usztywniony naciągami umocowanymi do piramidki nad kadłubem, do podwozia i do przodu kadłuba. Pokrycie wykonano z papieru pakowego usztywnionego żelatyną. Zamiast lotek płat miał skręcane końcówki o sterowaniu linkowym.
Usterzenie miało powierzchnie sterowe wyginane elastycznie napędzie linkowym. Pokrycie wykonano z 
papieru pakowego, usztywnionego żelatyną.
Podwozie główne składało się z dwóch równoległych płóz, rolę płozy ogonowej spełniał wzmocniony statecznik pionowy.